# Villy Pasquali
Villy Pasquali (Pistoia, 10 febbraio 1914 – Brijestovo, 10 novembre 1943) è stato un veterinario e partigiano italiano.

## Biografia
Dopo aver studiato al Liceo statale Gian Domenico Cassini, si era laureato in medicina veterinaria a Torino nel 1939 e tre anni dopo era stato chiamato alle armi. Mobilitato in Dalmazia con un reggimento di artiglieria alpina della "Brigata alpina "Taurinense", dopo l'8 settembre 1943 si unì ai partigiani che diedero vita alla Divisione italiana partigiana "Garibaldi" in Montenegro, partecipando con i suoi artiglieri a numerose azioni contro i tedeschi. Cadde durante un attacco ad un presidio nemico.
Nel dopoguerra a Villy Pasquali è stata intitolata la sezione di Pistoia dell'Associazione Nazionale Alpini ed anche, a Pinerolo, la caserma della Scuola del Corpo Veterinario Militare disciolta nel 1996.
Successivamente gli è stata intitolata la tenuta demaniale sede del Centro Militare Veterinario di Grosseto.